# Tassenmuseum Amsterdam
Het Tassenmuseum Amsterdam, eerder bekend als Tassenmuseum Hendrikje, was een museum in Amstelveen en later Amsterdam dat gespecialiseerd was in handtassen, buidels en koffers. De collectie bevatte zo'n 4.500 items, van 1500 tot heden. Het was het enige museum in de wereld met zo'n uitgebreide en gespecialiseerde collectie op dit gebied. Het bestond van 1996 tot 2020.

## Achtergrond
Hendrikje Ivo (1936–2025) was een antiekhandelaar uit Amstelveen. Zij startte haar verzameling toen zij in de omgeving van Norwich (Engeland) een leren handtas met dekplaten van schildpad vond. Zij ging zich verdiepen in alles wat over de tas en zijn geschiedenis te vinden was. Uit haar passie voor tassen kwam het Tassenmuseum voort. Op 9 juni 2007 werd Hendrikje Ivo Ridder in de Orde van Oranje Nassau.

## Museum
Vanaf april 1996 was het museum ondergebracht in de villa van de familie Ivo in Amstelveen. In tien jaar groeide de collectie en werden de bezoekersaantallen te hoog voor de locatie in Amstelveen. Het museum verhuisde naar de Herengracht 573 in Amsterdam, waar het op 9 juni 2007 werd heropend door burgemeester Job Cohen.
Het museum was gevestigd in een historisch grachtenpand. Het pand had twee stijlkamers, die de bezoekers konden bezichtigen. De vaste collectie van het Tassenmuseum toonde de geschiedenis van de westerse tas vanaf de late middeleeuwen tot heden. De tuin is in historische stijl ingericht door tuinontwerper Robert Broekema.
Het museum was dagelijks geopend van 10.00-17.00 uur en beschikte over een museumcafé en een museumwinkel. Er waren rondleidingen en workshops, alsmede speciale groepsactiviteiten.
Op 13 maart 2020 sloot het museum vanwege de coronapandemie. Anderhalve maand later werd duidelijk dat het Tassenmuseum Amsterdam vanwege onvoldoende financiële middelen voorgoed de deuren sloot.